# Compsothespis hispida
Compsothespis hispida är en bönsyrseart som beskrevs av Max Beier 1954. Compsothespis hispida ingår i släktet Compsothespis och familjen Amorphoscelidae. Inga underarter finns listade i Catalogue of Life.